# JDeveloper
Der JDeveloper ist eine kostenlose Integrierte Entwicklungsumgebung (IDE) von Oracle. Er bietet Möglichkeiten für die Softwareentwicklung in Java, XML, SQL, PL/SQL, HTML, JavaScript, BPEL und PHP. Der JDeveloper deckt den vollen Entwicklungsprozess ab, beginnend mit dem Entwurf, über die Kodierung, Debugging, Optimierung und Profiling, bis hin zum Deployment. Seit 2005 ist er frei verfügbar.
Mit JDeveloper verfolgt Oracle das Ziel, die Anwendungsentwicklung zu vereinfachen. Dabei wurde Wert auf eine visuelle und deklarative Herangehensweise an die Softwareentwicklung und auf eine fortschrittliche Kodierumgebung gelegt. Zusätzlich fügt sich JDeveloper in das Application Development Framework (ADF) von Oracle, einem J2EE-basierten Framework, ein, was eine zusätzliche Erleichterung für die Anwendungsentwicklung bringt.
Der Oracle JDeveloper ist die Hauptplattform für diverse Oracle-Werkzeuge. Der Kern der IDE stellt eine  API zur Verfügung, die von anderen Programmierern genutzt wird, um Erweiterungen für den JDeveloper zu erstellen. Die Design- und Entwicklungskomponenten von BPEL, Portal, Oracle Business Intelligence und andere Komponenten der Oracle-Plattform bauen auf dem JDeveloper auf. Dieselbe IDE-Plattform dient als Basis für SQL Developer, ein anderes Produkt von Oracle, welches speziell auf PL/SQL und Datenbankentwicklung abzielt.

## Bestandteile
Der JDeveloper ist in drei Ausführungen erhältlich, von denen jede auf den Funktionen der darunterliegenden aufbaut. Alle drei Editionen sind gratis verfügbar.
Eine grobe Aufstellung der Funktionen:
Java Edition
- Unterstützung der Java Platform, Standard Edition (Java SE), Version 7
- Code Editor
- Code Navigation
- Refactoring
- Swing
- Unit Testing
- Version Control
- Audit & Metrics
- Debugging
- Profiling
- Ant Unterstützung
- XML Unterstützung
- Open API & Extensions
- User Assistance
- Maven 2 Integration

J2EE Edition
- JSP
- Struts
- JSF 2.0
- EJB
- TopLink
- Web Services
- UML
- Database Development
- Deployment & Management

Studio Edition
- ADF Databinding
- ADF Faces
- ADF Mobile
- ADF Business Components
- ADF Swing
- ADF Deployment
- BPEL Designer
- ESB Designer
- Portlet Development
- Portlet/JSF Bridge

## Geschichte
Die erste Version des JDeveloper (1998) basierte auf dem JBuilder von Borland. JDeveloper wurde neu geschrieben, um ein rein Java-basiertes Produkt zu erhalten, welches 2001 in der Version 9i veröffentlicht wurde. Die Version 10g (9.0.5) demonstrierte die erste Veröffentlichung von Oracles ADF.
2006 veröffentlichte Oracle, noch immer unter der Bezeichnung 10g, die Version 10.1.3, die letzte große Erneuerung. Im Oktober 2006 veröffentlichte Oracle die Version 10.1.3.1, welche zusätzlich Unterstützung für die finale EJB 3.0 Spezifikation bot. Im Januar 2007 wurde die Version 10.1.3.2 veröffentlicht, welche WebCenter-Fähigkeiten hinzufügte, wie zum Beispiel das Erstellen und Verarbeiten von Portlets, der Portlet-JSF Bridge sowie einer Content-Verwaltung. Die letzte Version des JDeveloper 11g wurde im Juni 2011 (11.1.2.0.0) veröffentlicht. Im Juli 2013 erschien JDeveloper 12c.

## Visual und deklarativ
Der Code-Editor des JDevelopers bietet eine breite Auswahl an Funktionen und grafischen Werkzeugen, die eine Sicht auf den Code ermöglichen, sowie ein System aus Dialogen, welches bei der Erstellung von J2EE-Komponenten hilfreich ist. So bietet der JDeveloper zum Beispiel einen WYSIWYG-Editor für HTML, JSP, JSF und Swing. Dieser Editor erlaubt es Entwicklern, das Layout einer Anwendung und deren Eigenschaften visuell zu ändern. Der Code wird von der IDE entsprechend manipuliert. Änderungen im Code werden ebenfalls gleich auf die visuelle Darstellung umgelegt.
Die deklarativen Eigenschaften des JDevelopers bieten die Möglichkeit, EJBs und POJOs anhand von existierenden Datenbanken erstellen zu lassen. JDeveloper automatisiert die Erstellung von J2EE-Komponenten. So kann man zum Beispiel mit einem einfachen Klick eine Java-Klasse in einen Web Service umwandeln. Der JDeveloper erstellt dann die entsprechende WSDL und die notwendigen Komponenten.

## Nachteile
- Support kostenpflichtig
- sehr hoher Speicherverbrauch unter Windows

## Lizenz
JDeveloper ist gratis für Entwicklung und Deployment. Oracle ADF hat eine spezielle Laufzeit-Lizenz, wenn es außerhalb eines Oracle Application Servers installiert wird.